# Лісна Права
Лісна Права, (біл. Правая Лясная) — річка в Підляському воєводстві, права притока Бугу. Його притоками є: Луч, Хвіща, Перебель, Пшевлока, Мєдна та кілька безіменних приток.
В околицях Кам'янця в Білорусі Лісна Права з'єднується з річкою Лісна Ліва (біл. Левая Лясная), що в сукупності дає річку Лісну з двома витоками, що є притокою Бугу. Для відмінності їх назвали лівими і правими.
На північ від міста Гайнівка біля села Дубини бере початок річка Лісна Права. Її довжина 132,7 км, але через 33 км виходить із Польщі і впадає в річку Буг з білоруського боку.
Протікаючи селом Гайнівка, річка отримує комунальні та промислові стічні води з міста, а потім проходить Біловезькою Пущею. У 1999 році річка була обстежена на прикордонному пункті — м. Топіло в рамках прикордонного моніторингу (106,0 км).
Річку Лісна, у даному випадку Лісна Права, описала Еліза Ожешко у своєму романі Ad astra. Дует: «Сильний запах квітучої м'яти та гіркої зубрової трави розчинився у блакиті й золоті повітря з кришталевим шепотінням Лісної».